# Famille Sadeler
Pour les articles homonymes, voir Sadeler.
La famille Sadeler est la plus grande et probablement la plus reconnue des dynasties de graveurs flamands. Elle domine le marché de l'estampe en Europe du Nord de la fin du XVIe siècle à la fin du XVIIe siècle, aussi bien en tant qu'artistes qu'éditeurs.
Comme pour d'autres familles telles que les Wierix ou les de Passe, le style familial est très homogène et leurs œuvres sont difficiles à attribuer en l'absence de signature, de date ou de localisation. Dans leur globalité, au moins dix Sadeler ont travaillé comme graveur dans les Provinces-Unies, dans le Saint-Empire romain germanique, en Italie, en Bohême et en Autriche.
Les plus représentatifs sont Johan Sadeler (1550 - 1600), Aegidius (ca. 1570 - 1629, cousin germain de Johan) et Justus (ca. 1583 - 1620, fils de Johan).
Leurs meilleurs travaux sont les estampes de reproduction de très grande qualité d'artistes tels que Bartholomeus Spranger ou Jacopo Bassano, qui ont une grande importance dans la diffusion et la réputation de la famille Sadeler.

## La famille
La gravure commence chez les Sadeler avec Johan l'Ancien qui est le premier de la dynastie à connaitre un succès européen et se termine avec Tobias dans le dernier quart du XVIIe siècle.
Les Sadeler sont des descendants de damasquineurs, graveurs d'armes et d'armures, originaire d'Alost en Flandre. Jan de Saeyelleer ou Sadeleer a eu trois fils, tous usuellement appelés « Sadeler » : Johan l'Ancien né en 1550 à Bruxelles et mort en 1600 à Venise, Aegidius né vers 1555 à Bruxelles et mort vers 1609 à Francfort-sur-le-Main et Raphaël né vers 1560/1561 à Anvers et mort en 1628 ou 1632.
Johan l'Ancien est le père de Justus né vers 1572 ou 1583 à Anvers et mort vers 1620 à Leyde
Aegidius le Jeune né vers 1570 à Anvers et mort en 1629 à Prague est le cousin germain de Johan l'Ancien.
Raphaël l'Ancien est le père de Raphaël le Jeune né en 1584 à Anvers et mort à Munich probablement en 1632, de Johan le Jeune né vers 1588 et mort vers 1665 et de Philippe né vers 1600, actif jusqu'en 1650.
Tobias qui fut sans doute le dernier graveur du nom était actif à Vienne de 1670 à 1675. Son origine familiale reste une énigme.
Il en est de même pour Marcus ou Marco, qui imprimeur et éditeur a travaillé à Haarlem vers 1586-1587.

## Galerie

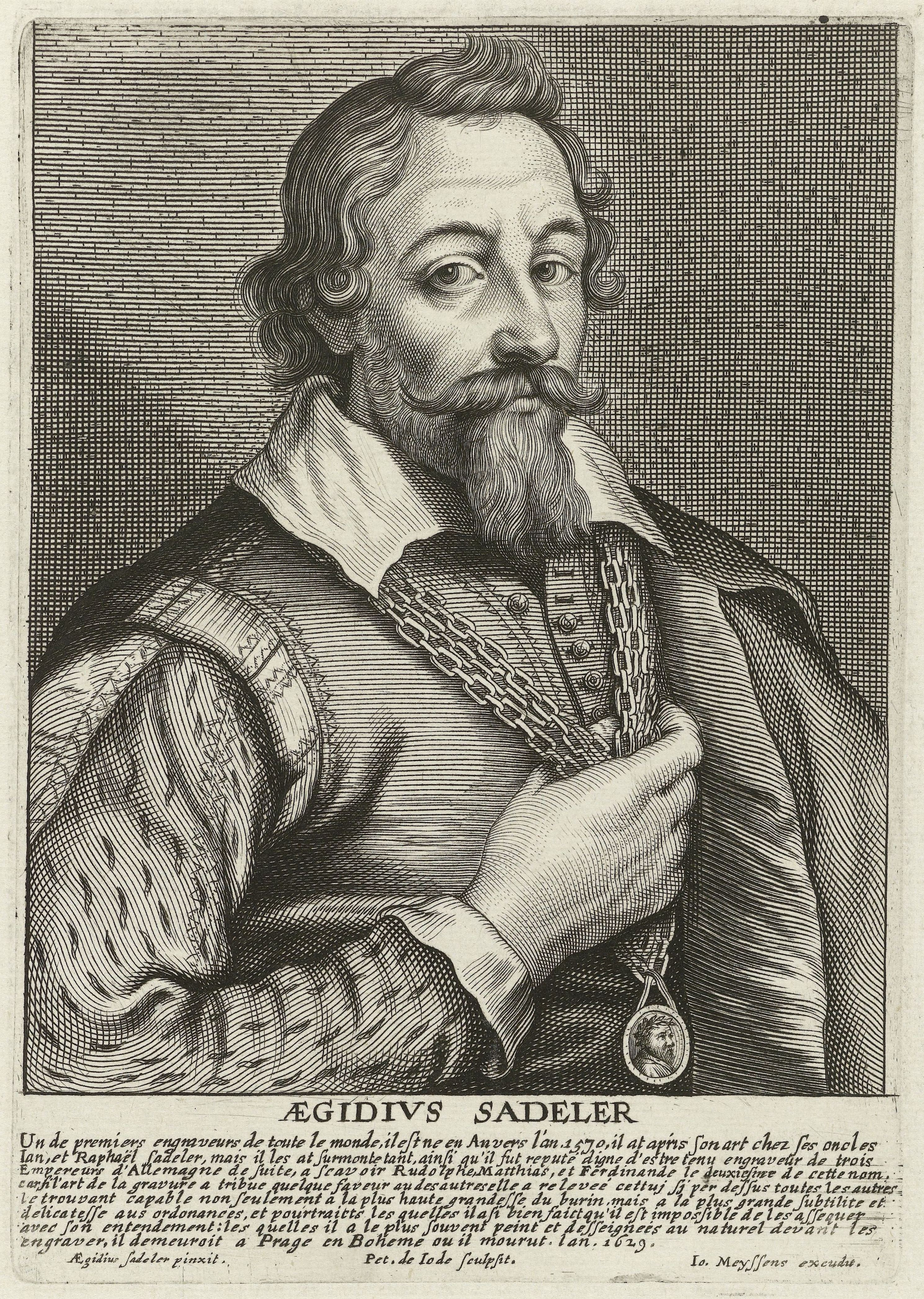
Portrait d'Aegidius Sadeler gravé par Pieter de Jode le Jeune.
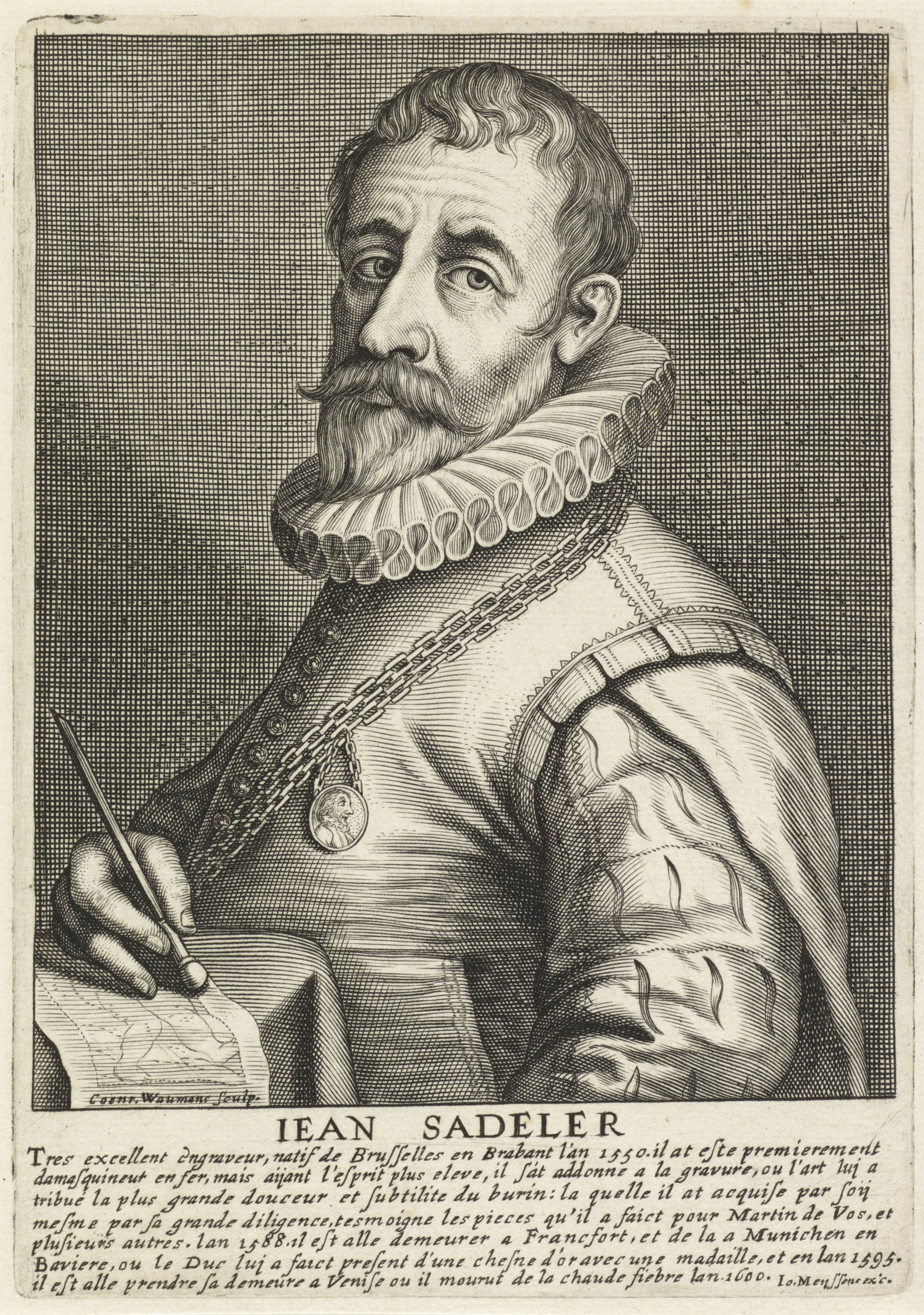
Portrait de Johan Sadeler gravé par Coenraet Waumans.
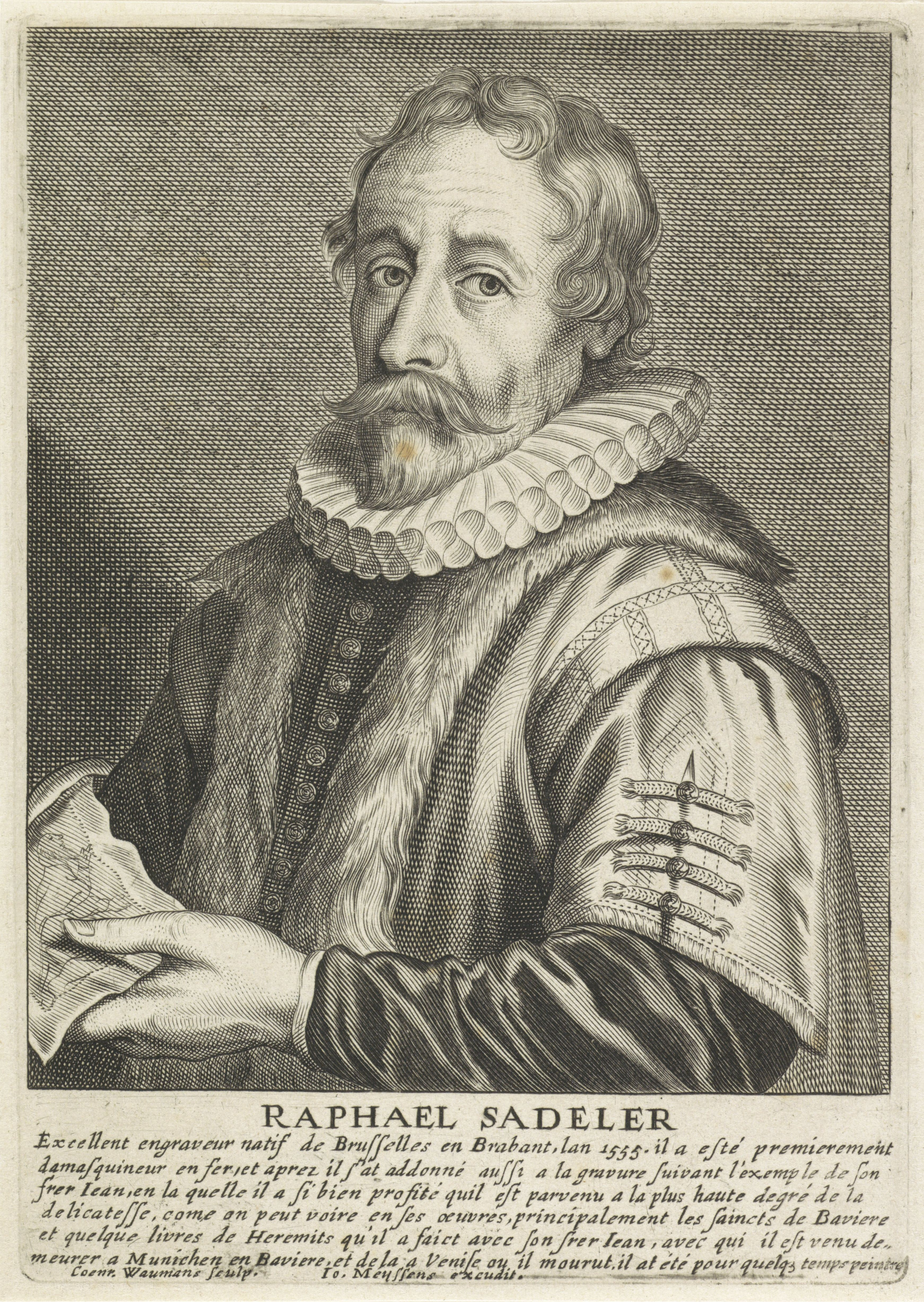
Portrait de Raphaël Sadeler gravé par Coenraet Waumans.

## Arbres généalogiques des Sadeler

### D'aprèsDelen 1924,p.127
|  |  |                                                             |                                                             |                                                             |                                                             |                                                             |                                                             |  |  |                                     |                                     |                                     |                                     |                                     |                                     |  |  | Jean Sadeler ou Jan de Saeyeleer coutelier à Bruxelles        |                                                               |                                                               |                                                               |                                                               |                                                               |  |  |                                                            |                                                            |                                                            |                                                            |                                                            |                                                            |  |  |                                         |                                         |                                         |                                         |                                         |                                         |  |  |                                                           |                                                           |                                                           |                                                           |                                                           |                                                           |  |  |                                                    |                                                    |                                                    |                                                    |                                                    |                                                    |  |  |  |  |  |  |  |  |  |  |  |  |  |  |  |  |
|  |  |                                                             |                                                             |                                                             |                                                             |                                                             |                                                             |  |  |                                     |                                     |                                     |                                     |                                     |                                     |  |  |                                                               |                                                               |                                                               |                                                               |                                                               |                                                               |  |  |                                                            |                                                            |                                                            |                                                            |                                                            |                                                            |  |  |                                         |                                         |                                         |                                         |                                         |                                         |  |  |                                                           |                                                           |                                                           |                                                           |                                                           |                                                           |  |  |                                                    |                                                    |                                                    |                                                    |                                                    |                                                    |  |  |  |  |  |  |  |  |  |  |  |  |  |  |  |  |
|  |  |                                                             |                                                             |                                                             |                                                             |                                                             |                                                             |  |  |                                     |                                     |                                     |                                     |                                     |                                     |  |  |                                                               |                                                               |                                                               |                                                               |                                                               |                                                               |  |  |                                                            |                                                            |                                                            |                                                            |                                                            |                                                            |  |  |                                         |                                         |                                         |                                         |                                         |                                         |  |  |                                                           |                                                           |                                                           |                                                           |                                                           |                                                           |  |  |                                                    |                                                    |                                                    |                                                    |                                                    |                                                    |  |  |  |  |  |  |  |  |  |  |  |  |  |  |  |  |
|  |  | Jean Sadeler I né à Bruxelles en 1550 mort à Venise en 1600 | Jean Sadeler I né à Bruxelles en 1550 mort à Venise en 1600 | Jean Sadeler I né à Bruxelles en 1550 mort à Venise en 1600 | Jean Sadeler I né à Bruxelles en 1550 mort à Venise en 1600 | Jean Sadeler I né à Bruxelles en 1550 mort à Venise en 1600 | Jean Sadeler I né à Bruxelles en 1550 mort à Venise en 1600 |  |  |                                     |                                     |                                     |                                     |                                     |                                     |  |  | Raphaël Sadeler I né à Anvers en 1561 mort à Munich vers 1628 | Raphaël Sadeler I né à Anvers en 1561 mort à Munich vers 1628 | Raphaël Sadeler I né à Anvers en 1561 mort à Munich vers 1628 | Raphaël Sadeler I né à Anvers en 1561 mort à Munich vers 1628 | Raphaël Sadeler I né à Anvers en 1561 mort à Munich vers 1628 | Raphaël Sadeler I né à Anvers en 1561 mort à Munich vers 1628 |  |  |                                                            |                                                            |                                                            |                                                            |                                                            |                                                            |  |  |                                         |                                         |                                         |                                         |                                         |                                         |  |  | Egide Sadeler né à Anvers vers 1560 mort à Prague en 1629 | Egide Sadeler né à Anvers vers 1560 mort à Prague en 1629 | Egide Sadeler né à Anvers vers 1560 mort à Prague en 1629 | Egide Sadeler né à Anvers vers 1560 mort à Prague en 1629 | Egide Sadeler né à Anvers vers 1560 mort à Prague en 1629 | Egide Sadeler né à Anvers vers 1560 mort à Prague en 1629 |  |  |                                                    |                                                    |                                                    |                                                    |                                                    |                                                    |  |  |  |  |  |  |  |  |  |  |  |  |  |  |  |  |
|  |  | Jean Sadeler I né à Bruxelles en 1550 mort à Venise en 1600 | Jean Sadeler I né à Bruxelles en 1550 mort à Venise en 1600 | Jean Sadeler I né à Bruxelles en 1550 mort à Venise en 1600 | Jean Sadeler I né à Bruxelles en 1550 mort à Venise en 1600 | Jean Sadeler I né à Bruxelles en 1550 mort à Venise en 1600 | Jean Sadeler I né à Bruxelles en 1550 mort à Venise en 1600 |  |  |                                     |                                     |                                     |                                     |                                     |                                     |  |  | Raphaël Sadeler I né à Anvers en 1561 mort à Munich vers 1628 | Raphaël Sadeler I né à Anvers en 1561 mort à Munich vers 1628 | Raphaël Sadeler I né à Anvers en 1561 mort à Munich vers 1628 | Raphaël Sadeler I né à Anvers en 1561 mort à Munich vers 1628 | Raphaël Sadeler I né à Anvers en 1561 mort à Munich vers 1628 | Raphaël Sadeler I né à Anvers en 1561 mort à Munich vers 1628 |  |  |                                                            |                                                            |                                                            |                                                            |                                                            |                                                            |  |  |                                         |                                         |                                         |                                         |                                         |                                         |  |  | Egide Sadeler né à Anvers vers 1560 mort à Prague en 1629 | Egide Sadeler né à Anvers vers 1560 mort à Prague en 1629 | Egide Sadeler né à Anvers vers 1560 mort à Prague en 1629 | Egide Sadeler né à Anvers vers 1560 mort à Prague en 1629 | Egide Sadeler né à Anvers vers 1560 mort à Prague en 1629 | Egide Sadeler né à Anvers vers 1560 mort à Prague en 1629 |  |  |                                                    |                                                    |                                                    |                                                    |                                                    |                                                    |  |  |  |  |  |  |  |  |  |  |  |  |  |  |  |  |
|  |  |                                                             |                                                             |                                                             |                                                             |                                                             |                                                             |  |  |                                     |                                     |                                     |                                     |                                     |                                     |  |  |                                                               |                                                               |                                                               |                                                               |                                                               |                                                               |  |  |                                                            |                                                            |                                                            |                                                            |                                                            |                                                            |  |  |                                         |                                         |                                         |                                         |                                         |                                         |  |  |                                                           |                                                           |                                                           |                                                           |                                                           |                                                           |  |  |                                                    |                                                    |                                                    |                                                    |                                                    |                                                    |  |  |  |  |  |  |  |  |  |  |  |  |  |  |  |  |
|  |  | Josse Sadeler né à Anvers vers 1580 mort à Venise vers 1620 | Josse Sadeler né à Anvers vers 1580 mort à Venise vers 1620 | Josse Sadeler né à Anvers vers 1580 mort à Venise vers 1620 | Josse Sadeler né à Anvers vers 1580 mort à Venise vers 1620 | Josse Sadeler né à Anvers vers 1580 mort à Venise vers 1620 | Josse Sadeler né à Anvers vers 1580 mort à Venise vers 1620 |  |  | Jean Sadeler II Venise, Munich 1652 | Jean Sadeler II Venise, Munich 1652 | Jean Sadeler II Venise, Munich 1652 | Jean Sadeler II Venise, Munich 1652 | Jean Sadeler II Venise, Munich 1652 | Jean Sadeler II Venise, Munich 1652 |  |  | Raphaël Sadeler II né à Anvers en 1584 mort à Munich          | Raphaël Sadeler II né à Anvers en 1584 mort à Munich          | Raphaël Sadeler II né à Anvers en 1584 mort à Munich          | Raphaël Sadeler II né à Anvers en 1584 mort à Munich          | Raphaël Sadeler II né à Anvers en 1584 mort à Munich          | Raphaël Sadeler II né à Anvers en 1584 mort à Munich          |  |  | Marc Sadeler marchand d'estampes né à Munich mort à Prague | Marc Sadeler marchand d'estampes né à Munich mort à Prague | Marc Sadeler marchand d'estampes né à Munich mort à Prague | Marc Sadeler marchand d'estampes né à Munich mort à Prague | Marc Sadeler marchand d'estampes né à Munich mort à Prague | Marc Sadeler marchand d'estampes né à Munich mort à Prague |  |  | Tobias Sadeler Prague, Vienne 1670-1675 | Tobias Sadeler Prague, Vienne 1670-1675 | Tobias Sadeler Prague, Vienne 1670-1675 | Tobias Sadeler Prague, Vienne 1670-1675 | Tobias Sadeler Prague, Vienne 1670-1675 | Tobias Sadeler Prague, Vienne 1670-1675 |  |  | Philippe Sadeler Munich 1624                              | Philippe Sadeler Munich 1624                              | Philippe Sadeler Munich 1624                              | Philippe Sadeler Munich 1624                              | Philippe Sadeler Munich 1624                              | Philippe Sadeler Munich 1624                              |  |  | François Sadeler né à Anvers en 1580 mort à Prague | François Sadeler né à Anvers en 1580 mort à Prague | François Sadeler né à Anvers en 1580 mort à Prague | François Sadeler né à Anvers en 1580 mort à Prague | François Sadeler né à Anvers en 1580 mort à Prague | François Sadeler né à Anvers en 1580 mort à Prague |  |  |  |  |  |  |  |  |  |  |  |  |  |  |  |  |

### D'aprèsRamaix 1992,p.9-20
|  |  |                                                                                           |                                                                                           |                                                                                           |                                                                                           |                                                                                           |                                                                                           |  |  |                                                                          |                                                                          |                                                                          |                                                                          |                                                                          |                                                                          |  |  |                                                                       |                                                                       |                                                                       |                                                                       |                                                                       |                                                                       |  |  |                                                                              |                                                                              |                                                                              |                                                                              |                                                                              |                                                                              | | | | | Josse Saedeler Damasquineur originaire d'Alost                                                         | |                                                                                |                                                                                |                                                                                |                                                                                |                                                                                |                                                                                |                                                                       |                                                                       |                                                                       |                                                                       |                                                                       |                                                                       |                                                                            |                                                                            |                                                                            |                                                                            |                                                                            |                                                                            |                                                               |                                                               |  |  |                              |                              |                              |                              |                              |                              |  |  |  |  |  |  |  |  |  |  |  |  |  |  |  |  |  |  |  |  |  |  |  |  |  |  |
|  |  |                                                                                           |                                                                                           |                                                                                           |                                                                                           |                                                                                           |                                                                                           |  |  |                                                                          |                                                                          |                                                                          |                                                                          |                                                                          |                                                                          |  |  |                                                                       |                                                                       |                                                                       |                                                                       |                                                                       |                                                                       |  |  |                                                                              |                                                                              |                                                                              |                                                                              |                                                                              |                                                                              | | | | | | |                                                                                |                                                                                |                                                                                |                                                                                |                                                                                |                                                                                |                                                                       |                                                                       |                                                                       |                                                                       |                                                                       |                                                                       |                                                                            |                                                                            |                                                                            |                                                                            |                                                                            |                                                                            |                                                               |                                                               |  |  |                              |                              |                              |                              |                              |                              |  |  |  |  |  |  |  |  |  |  |  |  |  |  |  |  |  |  |  |  |  |  |  |  |  |  |
|  |  |                                                                                           |                                                                                           |                                                                                           |                                                                                           |                                                                                           |                                                                                           |  |  |                                                                          |                                                                          |                                                                          |                                                                          |                                                                          |                                                                          |  |  |                                                                       |                                                                       |                                                                       |                                                                       |                                                                       |                                                                       |  |  |                                                                              |                                                                              |                                                                              |                                                                              |                                                                              |                                                                              | | | | | | |                                                                                |                                                                                |                                                                                |                                                                                |                                                                                |                                                                                |                                                                       |                                                                       |                                                                       |                                                                       |                                                                       |                                                                       |                                                                            |                                                                            |                                                                            |                                                                            |                                                                            |                                                                            |                                                               |                                                               |  |  |                              |                              |                              |                              |                              |                              |  |  |  |  |  |  |  |  |  |  |  |  |  |  |  |  |  |  |  |  |  |  |  |  |  |  |
|  |  |                                                                                           |                                                                                           |                                                                                           |                                                                                           |                                                                                           |                                                                                           |  |  |                                                                          |                                                                          |                                                                          |                                                                          |                                                                          |                                                                          |  |  | Jan de Saeyeleer Damasquineur à Bruxelles                             | Jan de Saeyeleer Damasquineur à Bruxelles                             | Jan de Saeyeleer Damasquineur à Bruxelles                             | Jan de Saeyeleer Damasquineur à Bruxelles                             | Jan de Saeyeleer Damasquineur à Bruxelles                             | Jan de Saeyeleer Damasquineur à Bruxelles                             |  |  |                                                                              |                                                                              |                                                                              |                                                                              |                                                                              |                                                                              | | | | | | |                                                                                |                                                                                |                                                                                |                                                                                |                                                                                |                                                                                |                                                                       |                                                                       |                                                                       |                                                                       |                                                                       |                                                                       | Emmanuel Saedeler van Welle Damasquineur mort à Prague de la peste en 1580 | Emmanuel Saedeler van Welle Damasquineur mort à Prague de la peste en 1580 | Emmanuel Saedeler van Welle Damasquineur mort à Prague de la peste en 1580 | Emmanuel Saedeler van Welle Damasquineur mort à Prague de la peste en 1580 | Emmanuel Saedeler van Welle Damasquineur mort à Prague de la peste en 1580 | Emmanuel Saedeler van Welle Damasquineur mort à Prague de la peste en 1580 |                                                               |                                                               |  |  |                              |                              |                              |                              |                              |                              |  |  |  |  |  |  |  |  |  |  |  |  |  |  |  |  |  |  |  |  |  |  |  |  |  |  |
|  |  |                                                                                           |                                                                                           |                                                                                           |                                                                                           |                                                                                           |                                                                                           |  |  |                                                                          |                                                                          |                                                                          |                                                                          |                                                                          |                                                                          |  |  | Jan de Saeyeleer Damasquineur à Bruxelles                             | Jan de Saeyeleer Damasquineur à Bruxelles                             | Jan de Saeyeleer Damasquineur à Bruxelles                             | Jan de Saeyeleer Damasquineur à Bruxelles                             | Jan de Saeyeleer Damasquineur à Bruxelles                             | Jan de Saeyeleer Damasquineur à Bruxelles                             |  |  |                                                                              |                                                                              |                                                                              |                                                                              |                                                                              |                                                                              | | | | | | |                                                                                |                                                                                |                                                                                |                                                                                |                                                                                |                                                                                |                                                                       |                                                                       |                                                                       |                                                                       |                                                                       |                                                                       | Emmanuel Saedeler van Welle Damasquineur mort à Prague de la peste en 1580 | Emmanuel Saedeler van Welle Damasquineur mort à Prague de la peste en 1580 | Emmanuel Saedeler van Welle Damasquineur mort à Prague de la peste en 1580 | Emmanuel Saedeler van Welle Damasquineur mort à Prague de la peste en 1580 | Emmanuel Saedeler van Welle Damasquineur mort à Prague de la peste en 1580 | Emmanuel Saedeler van Welle Damasquineur mort à Prague de la peste en 1580 |                                                               |                                                               |  |  |                              |                              |                              |                              |                              |                              |  |  |  |  |  |  |  |  |  |  |  |  |  |  |  |  |  |  |  |  |  |  |  |  |  |  |
|  |  |                                                                                           |                                                                                           |                                                                                           |                                                                                           |                                                                                           |                                                                                           |  |  |                                                                          |                                                                          |                                                                          |                                                                          |                                                                          |                                                                          |  |  |                                                                       |                                                                       |                                                                       |                                                                       |                                                                       |                                                                       |  |  |                                                                              |                                                                              |                                                                              |                                                                              |                                                                              |                                                                              | | | | | | |                                                                                |                                                                                |                                                                                |                                                                                |                                                                                |                                                                                |                                                                       |                                                                       |                                                                       |                                                                       |                                                                       |                                                                       |                                                                            |                                                                            |                                                                            |                                                                            |                                                                            |                                                                            |                                                               |                                                               |  |  |                              |                              |                              |                              |                              |                              |  |  |  |  |  |  |  |  |  |  |  |  |  |  |  |  |  |  |  |  |  |  |  |  |  |  |
|  |  | Jean Sadeler I Graveur-illustrateur né à Bruxelles en 1550 mort à Venise en 1600          | Jean Sadeler I Graveur-illustrateur né à Bruxelles en 1550 mort à Venise en 1600          | Jean Sadeler I Graveur-illustrateur né à Bruxelles en 1550 mort à Venise en 1600          | Jean Sadeler I Graveur-illustrateur né à Bruxelles en 1550 mort à Venise en 1600          | Jean Sadeler I Graveur-illustrateur né à Bruxelles en 1550 mort à Venise en 1600          | Jean Sadeler I Graveur-illustrateur né à Bruxelles en 1550 mort à Venise en 1600          |  |  |                                                                          |                                                                          |                                                                          |                                                                          |                                                                          |                                                                          |  |  | Raphaël Sadeler I Graveur né à Anvers en 1561 mort à Munich vers 1628 | Raphaël Sadeler I Graveur né à Anvers en 1561 mort à Munich vers 1628 | Raphaël Sadeler I Graveur né à Anvers en 1561 mort à Munich vers 1628 | Raphaël Sadeler I Graveur né à Anvers en 1561 mort à Munich vers 1628 | Raphaël Sadeler I Graveur né à Anvers en 1561 mort à Munich vers 1628 | Raphaël Sadeler I Graveur né à Anvers en 1561 mort à Munich vers 1628 |  |  |                                                                              |                                                                              |                                                                              |                                                                              |                                                                              |                                                                              | Egide Sadeler I Marchand, imprimeur et éditeur d'estampes né à Anvers vers 1560 mort à Prague en 1629) | Egide Sadeler I Marchand, imprimeur et éditeur d'estampes né à Anvers vers 1560 mort à Prague en 1629) | Egide Sadeler I Marchand, imprimeur et éditeur d'estampes né à Anvers vers 1560 mort à Prague en 1629) | Egide Sadeler I Marchand, imprimeur et éditeur d'estampes né à Anvers vers 1560 mort à Prague en 1629) | Egide Sadeler I Marchand, imprimeur et éditeur d'estampes né à Anvers vers 1560 mort à Prague en 1629) | Egide Sadeler I Marchand, imprimeur et éditeur d'estampes né à Anvers vers 1560 mort à Prague en 1629) |                                                                                |                                                                                |                                                                                |                                                                                |                                                                                |                                                                                | Gillis ou Egide Sadeler II Graveur né à Anvers vers 1568 mort en 1629 | Gillis ou Egide Sadeler II Graveur né à Anvers vers 1568 mort en 1629 | Gillis ou Egide Sadeler II Graveur né à Anvers vers 1568 mort en 1629 | Gillis ou Egide Sadeler II Graveur né à Anvers vers 1568 mort en 1629 | Gillis ou Egide Sadeler II Graveur né à Anvers vers 1568 mort en 1629 | Gillis ou Egide Sadeler II Graveur né à Anvers vers 1568 mort en 1629 |                                                                            |                                                                            | Emmanuel Sadeler Damasquineur du duc de Bavière mort en 1610,              | Emmanuel Sadeler Damasquineur du duc de Bavière mort en 1610,              | Emmanuel Sadeler Damasquineur du duc de Bavière mort en 1610,              | Emmanuel Sadeler Damasquineur du duc de Bavière mort en 1610,              | Emmanuel Sadeler Damasquineur du duc de Bavière mort en 1610, | Emmanuel Sadeler Damasquineur du duc de Bavière mort en 1610, |  |  | Marcus Sadeler mort en 1593, | Marcus Sadeler mort en 1593, | Marcus Sadeler mort en 1593, | Marcus Sadeler mort en 1593, | Marcus Sadeler mort en 1593, | Marcus Sadeler mort en 1593, |  |  |  |  |  |  |  |  |  |  |  |  |  |  |  |  |  |  |  |  |  |  |  |  |  |  |
|  |  | Jean Sadeler I Graveur-illustrateur né à Bruxelles en 1550 mort à Venise en 1600          | Jean Sadeler I Graveur-illustrateur né à Bruxelles en 1550 mort à Venise en 1600          | Jean Sadeler I Graveur-illustrateur né à Bruxelles en 1550 mort à Venise en 1600          | Jean Sadeler I Graveur-illustrateur né à Bruxelles en 1550 mort à Venise en 1600          | Jean Sadeler I Graveur-illustrateur né à Bruxelles en 1550 mort à Venise en 1600          | Jean Sadeler I Graveur-illustrateur né à Bruxelles en 1550 mort à Venise en 1600          |  |  |                                                                          |                                                                          |                                                                          |                                                                          |                                                                          |                                                                          |  |  | Raphaël Sadeler I Graveur né à Anvers en 1561 mort à Munich vers 1628 | Raphaël Sadeler I Graveur né à Anvers en 1561 mort à Munich vers 1628 | Raphaël Sadeler I Graveur né à Anvers en 1561 mort à Munich vers 1628 | Raphaël Sadeler I Graveur né à Anvers en 1561 mort à Munich vers 1628 | Raphaël Sadeler I Graveur né à Anvers en 1561 mort à Munich vers 1628 | Raphaël Sadeler I Graveur né à Anvers en 1561 mort à Munich vers 1628 |  |  |                                                                              |                                                                              |                                                                              |                                                                              |                                                                              |                                                                              | Egide Sadeler I Marchand, imprimeur et éditeur d'estampes né à Anvers vers 1560 mort à Prague en 1629) | Egide Sadeler I Marchand, imprimeur et éditeur d'estampes né à Anvers vers 1560 mort à Prague en 1629) | Egide Sadeler I Marchand, imprimeur et éditeur d'estampes né à Anvers vers 1560 mort à Prague en 1629) | Egide Sadeler I Marchand, imprimeur et éditeur d'estampes né à Anvers vers 1560 mort à Prague en 1629) | Egide Sadeler I Marchand, imprimeur et éditeur d'estampes né à Anvers vers 1560 mort à Prague en 1629) | Egide Sadeler I Marchand, imprimeur et éditeur d'estampes né à Anvers vers 1560 mort à Prague en 1629) |                                                                                |                                                                                |                                                                                |                                                                                |                                                                                |                                                                                | Gillis ou Egide Sadeler II Graveur né à Anvers vers 1568 mort en 1629 | Gillis ou Egide Sadeler II Graveur né à Anvers vers 1568 mort en 1629 | Gillis ou Egide Sadeler II Graveur né à Anvers vers 1568 mort en 1629 | Gillis ou Egide Sadeler II Graveur né à Anvers vers 1568 mort en 1629 | Gillis ou Egide Sadeler II Graveur né à Anvers vers 1568 mort en 1629 | Gillis ou Egide Sadeler II Graveur né à Anvers vers 1568 mort en 1629 |                                                                            |                                                                            | Emmanuel Sadeler Damasquineur du duc de Bavière mort en 1610,              | Emmanuel Sadeler Damasquineur du duc de Bavière mort en 1610,              | Emmanuel Sadeler Damasquineur du duc de Bavière mort en 1610,              | Emmanuel Sadeler Damasquineur du duc de Bavière mort en 1610,              | Emmanuel Sadeler Damasquineur du duc de Bavière mort en 1610, | Emmanuel Sadeler Damasquineur du duc de Bavière mort en 1610, |  |  | Marcus Sadeler mort en 1593, | Marcus Sadeler mort en 1593, | Marcus Sadeler mort en 1593, | Marcus Sadeler mort en 1593, | Marcus Sadeler mort en 1593, | Marcus Sadeler mort en 1593, |  |  |  |  |  |  |  |  |  |  |  |  |  |  |  |  |  |  |  |  |  |  |  |  |  |  |
|  |  |                                                                                           |                                                                                           |                                                                                           |                                                                                           |                                                                                           |                                                                                           |  |  |                                                                          |                                                                          |                                                                          |                                                                          |                                                                          |                                                                          |  |  |                                                                       |                                                                       |                                                                       |                                                                       |                                                                       |                                                                       |  |  |                                                                              |                                                                              |                                                                              |                                                                              |                                                                              |                                                                              | | | | | | |                                                                                |                                                                                |                                                                                |                                                                                |                                                                                |                                                                                |                                                                       |                                                                       |                                                                       |                                                                       |                                                                       |                                                                       |                                                                            |                                                                            |                                                                            |                                                                            |                                                                            |                                                                            |                                                               |                                                               |  |  |                              |                              |                              |                              |                              |                              |  |  |  |  |  |  |  |  |  |  |  |  |  |  |  |  |  |  |  |  |  |  |  |  |  |  |
|  |  | Juste Sadeler Graveur et marchand d'estampes né à Anvers en 1583 (?) mort à Leyde en 1620 | Juste Sadeler Graveur et marchand d'estampes né à Anvers en 1583 (?) mort à Leyde en 1620 | Juste Sadeler Graveur et marchand d'estampes né à Anvers en 1583 (?) mort à Leyde en 1620 | Juste Sadeler Graveur et marchand d'estampes né à Anvers en 1583 (?) mort à Leyde en 1620 | Juste Sadeler Graveur et marchand d'estampes né à Anvers en 1583 (?) mort à Leyde en 1620 | Juste Sadeler Graveur et marchand d'estampes né à Anvers en 1583 (?) mort à Leyde en 1620 |  |  | Raphaël Sadeler II Graveur né à Anvers en 1584 (?) mort à Munich en 1632 | Raphaël Sadeler II Graveur né à Anvers en 1584 (?) mort à Munich en 1632 | Raphaël Sadeler II Graveur né à Anvers en 1584 (?) mort à Munich en 1632 | Raphaël Sadeler II Graveur né à Anvers en 1584 (?) mort à Munich en 1632 | Raphaël Sadeler II Graveur né à Anvers en 1584 (?) mort à Munich en 1632 | Raphaël Sadeler II Graveur né à Anvers en 1584 (?) mort à Munich en 1632 |  |  | Joan Sadeler II Graveur baptisé en 1588 mort à Munich après 1665      | Joan Sadeler II Graveur baptisé en 1588 mort à Munich après 1665      | Joan Sadeler II Graveur baptisé en 1588 mort à Munich après 1665      | Joan Sadeler II Graveur baptisé en 1588 mort à Munich après 1665      | Joan Sadeler II Graveur baptisé en 1588 mort à Munich après 1665      | Joan Sadeler II Graveur baptisé en 1588 mort à Munich après 1665      |  |  | Philippe Sadeler Graveur et marchand d'estampes né à Venise vers 1600 mort ? | Philippe Sadeler Graveur et marchand d'estampes né à Venise vers 1600 mort ? | Philippe Sadeler Graveur et marchand d'estampes né à Venise vers 1600 mort ? | Philippe Sadeler Graveur et marchand d'estampes né à Venise vers 1600 mort ? | Philippe Sadeler Graveur et marchand d'estampes né à Venise vers 1600 mort ? | Philippe Sadeler Graveur et marchand d'estampes né à Venise vers 1600 mort ? | | | | | | | Tobie Sadeler Graveur-illustrateur né à Prague vers 1641 mort à Vienne en 1679 | Tobie Sadeler Graveur-illustrateur né à Prague vers 1641 mort à Vienne en 1679 | Tobie Sadeler Graveur-illustrateur né à Prague vers 1641 mort à Vienne en 1679 | Tobie Sadeler Graveur-illustrateur né à Prague vers 1641 mort à Vienne en 1679 | Tobie Sadeler Graveur-illustrateur né à Prague vers 1641 mort à Vienne en 1679 | Tobie Sadeler Graveur-illustrateur né à Prague vers 1641 mort à Vienne en 1679 |                                                                       |                                                                       |                                                                       |                                                                       |                                                                       |                                                                       |                                                                            |                                                                            |                                                                            |                                                                            |                                                                            |                                                                            |                                                               |                                                               |  |  |                              |                              |                              |                              |                              |                              |  |  |  |  |  |  |  |  |  |  |  |  |  |  |  |  |  |  |  |  |  |  |  |  |  |  |